# Diezenkausen
Diezenkausen ist eine Ortschaft in der Stadt Waldbröl im Oberbergischen Kreis im südlichen Nordrhein-Westfalen innerhalb des Regierungsbezirks Köln.

## Geschichte

### Erstnennung
Am 14. Dezember 1300 unterschreibt Ritter „Jacob van Deycenhusen“ eine Urkunde im Kloster Marienstatt/Westerwald. Schreibweise der Erstnennung: Deycenhusen
Wo das Burghaus der Ritter von Diezenkausen, die von 1300 bis 1625 hier lebten, stand, ist bis heute nicht bekannt. Die Ritter hatten zwei Güter, eins in Diezenkausen, das andere im benachbarten Eichen, das bis ins 17. Jahrhundert ebenfalls Diezenkausen hieß. Zum Gut Diezenkausen gehörte die Wassermühle in Niederhof. Die Ritter waren teils in Diensten des Herzogs von Berg auf Burg Windeck, teils in Diensten der Grafen von Sayn-Wittgenstein auf Schloss „Hombergh“.
Um 1500 wurden die Ritter von den Grafen Hatzfeld mit Gut Ellingen belehnt und trugen den Beinamen „genannt Ellingen“. Der Stammsitz in Diezenkausen wurde verkauft an die Herren „von der Lipp, gen. Hoen“ (Ritter Huhn), die ihren Sitz bei DattenfeldiSieg hatten.
Etwa fünfzig Jahre später erwarb Ritter „Wilhelm Quadt zu Isengarten“ das Gut Diezenkausen und die Mühle. Im Jahre 1625 starb der letzte Ritter „Henrich von Diezenkausen gen. Ellingen“ kinderlos „im Niederhof, wo die Mühle war“. Das Wappen der Diezenkauser Ritter kann man auf einem Grabmal in der Kirche zu Friesenhagen sehen.
In der zweiten Hälfte des 17. Jahrhunderts kaufte der Richter und Rentmeister des Amtes Windeck, Heinrich Ley, der letzten Quadt zu Isengarten die Güter ab. Nach dessen Tod im Jahr 1700 gingen die Höfe in Bauernbesitz über.
Die Mühle in Niederhof hat seit ihrer ersten Erwähnung im 16. Jahrhundert viele Besitzer und Pächter gehabt. Ab 1817 war sie im Besitz der Familie Schulte aus Brölerhütte. Der letzte Müller und Mühlenbesitzer war Fritz Schulte (1887 bis 1960).

denkmalgeschützte Wohnhäuser
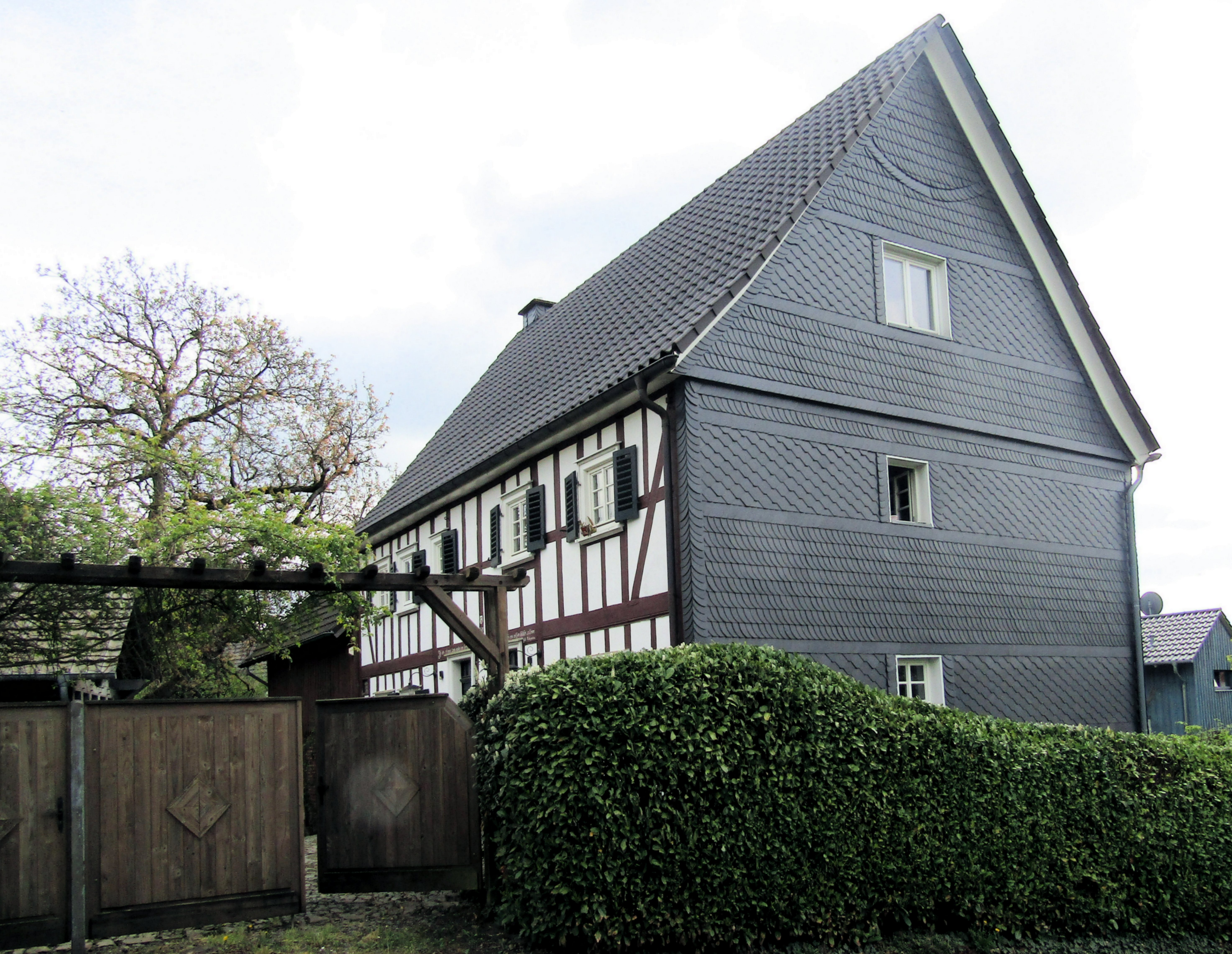
Turnerstraße 89+89a
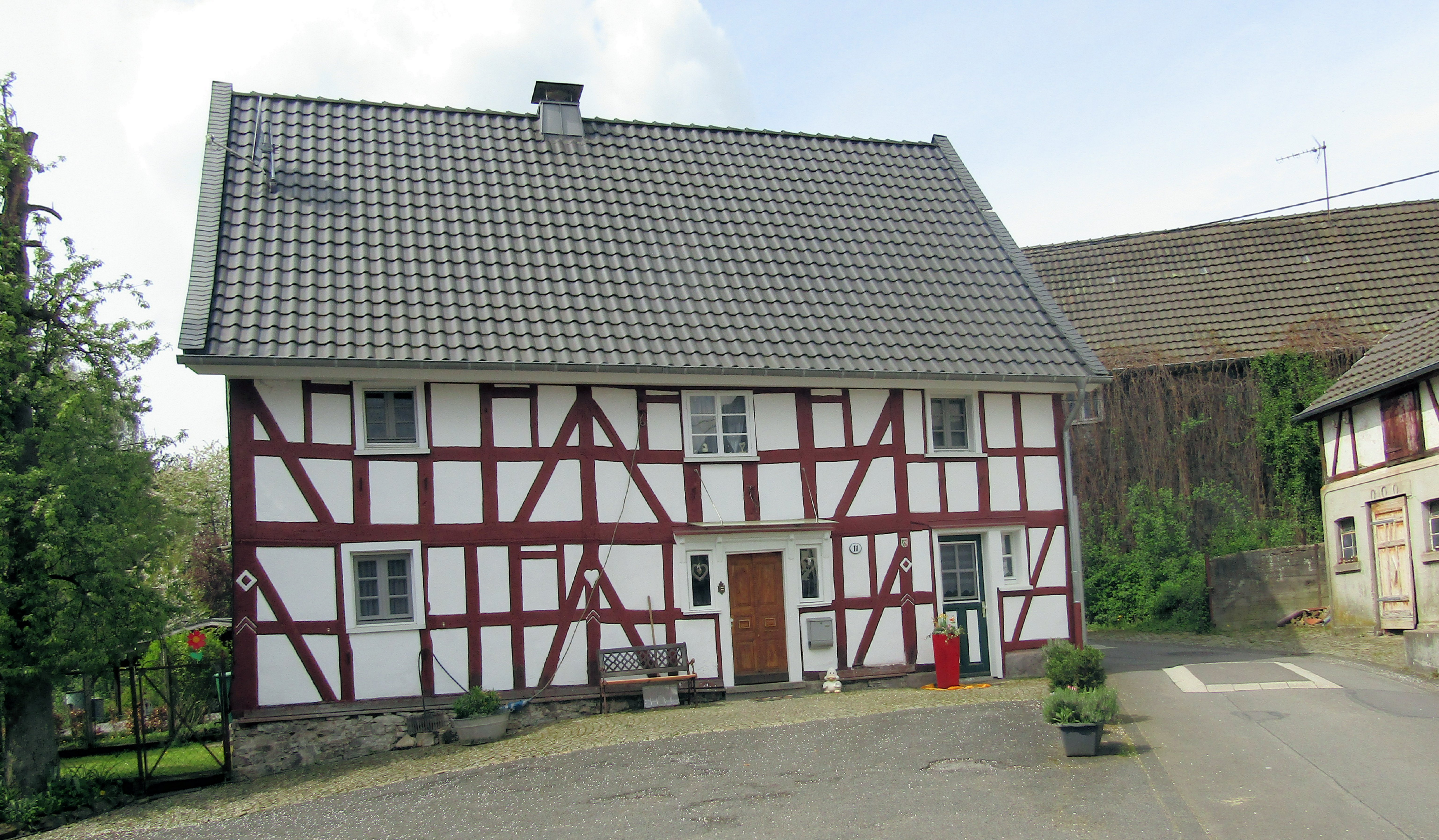
Diezenkauser Straße 11
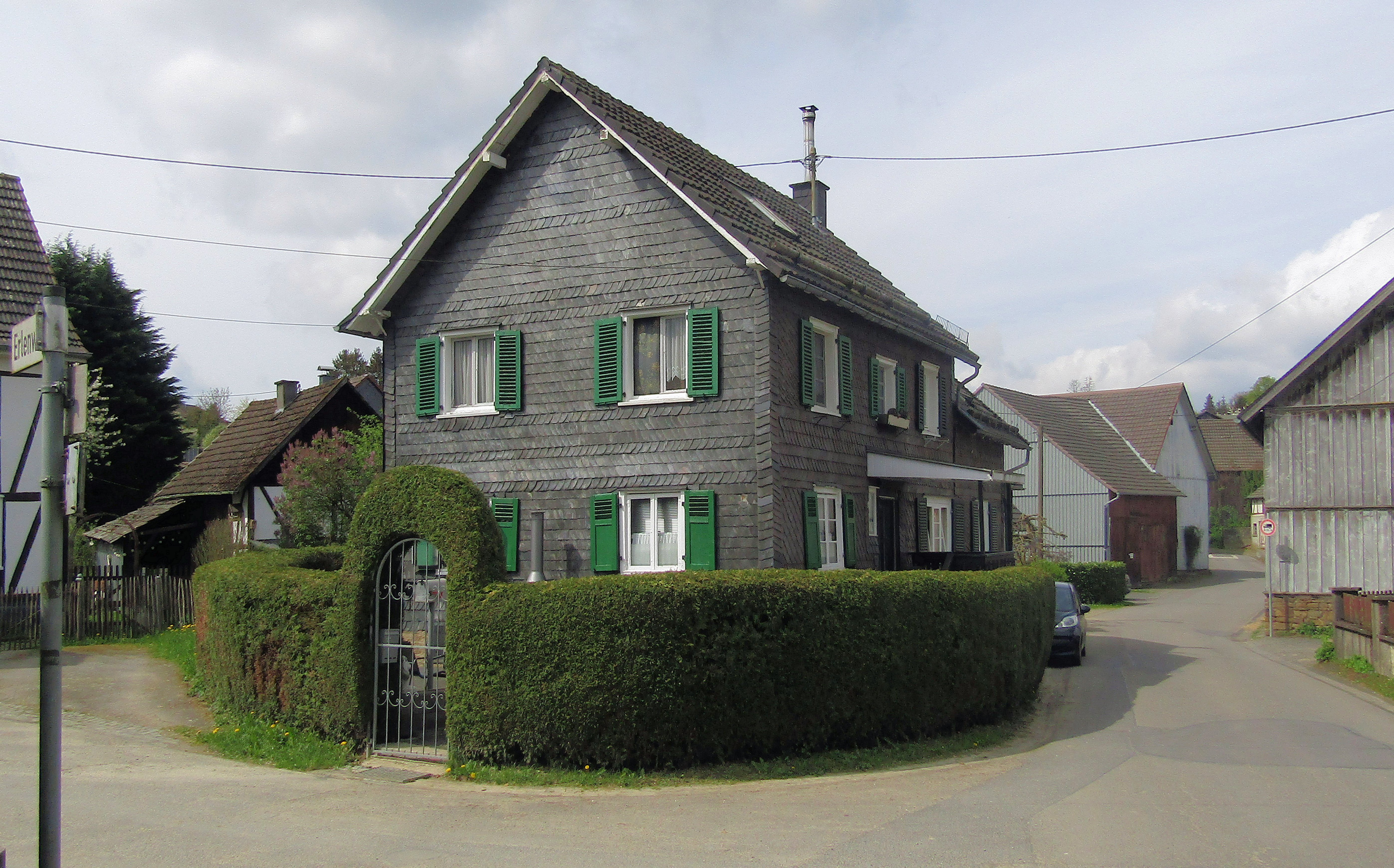
Diezenkauser Straße 15+17

## Freizeit

### Vereinswesen
- Gemeinnütziger Verein Diezenkausen e. V.
- Deezenkusener Schmettereulen

### Wander- und Radwege
Der Wanderweg O führt durch Diezenkausen, von Niederhof kommend.

## Bus- und Bahnverbindungen

### Linienbus
Haltestelle: Diezenkausen
- 302 Waldbröl, Nümbrecht  (OVAG)